# 呼倫湖
呼倫湖（汉语拼音字母：Holon Nûûr（标准音）或Huluun Nûûr（科尔沁、布里亞特口音）；达斡尔语：《达汉对照词典》记音符号），又名達賚湖（意为“海湖”），位於中國內蒙古自治区呼倫貝爾市，面積2339平方公里，是內蒙古第一大湖、中國第四大淡水湖，與貝爾湖為姊妹湖。901型综合补给舰以此地命名。

## 名称来源
呼倫湖在史前已經有人類居住。歷史上曾數易其名：《山海經》稱大澤，唐朝時稱俱倫泊，遼、金時稱栲栳濼，元朝時稱闊連海子，明朝時稱闊灤海子，清朝時稱庫楞湖，當地牧人稱達賚諾爾（蒙古語，意為“像海一樣的湖泊”）。而呼伦湖是近代才有的汉语译名，呼伦的蒙古语大意为“水獭”，贝尔的蒙古语大意为“雄水獭”，與贝尔湖一陰一陽，因为历史上两湖中有很多的水獭。

## 地理概况
呼伦湖大部分位于内蒙古呼伦贝尔市新巴尔虎右旗境内，东北一部分属于新巴尔虎左旗，地处呼伦贝尔草原西端的一个地层强烈下陷的构造盆地。湖面面积2342.5平方千米，湖长93千米，最宽处41千米，平均宽度32千米，平均水深5.7米，最深处10米左右。水域和湿地总面积为3253平方千米。湖水從11月上旬封冰，至次年5月初才解凍，冰層厚可達1公尺以上。湖面海拔约545.6米，水深约5.7米，总含盐量为0.898克/升。呼伦湖主要入湖河流有贝尔湖出流的乌尔逊河和发源自蒙古国的克鲁伦河。由北岸的新开河（流至中俄国界称扎兰鄂罗木河）与额尔古纳河相通。扎兰鄂罗木河是一条调节湖水的吞吐性河流，海拉尔河水位高于呼伦湖时湖水注入呼伦湖，反之则呼伦湖水外流，经额尔古纳河下泄，成为额尔古纳河水源的一部分。

## 环境保护
1986年，达赉湖自然保护区成立。1992年晋升为达赉湖国家级自然保护区。为提高保护区知名度，更确切表明其地理位置，经国家林业局同意，将其更名为呼伦湖国家级自然保护区。2014年7月12日，达赉湖国家级自然保护区管理局举办更名挂牌仪式，正式更名为呼伦湖国家级自然保护区管理局。
1994年3月29日，中国、蒙古国、俄罗斯联邦三国政府在乌兰巴托签署协定，由中国的达赉湖自然保护区、蒙古国达乌尔自然保护区和俄罗斯联邦达乌尔斯克自然保护区共同组成“CMR达乌尔国际自然保护区”。
2002年被列入国际重要湿地名录，并被联合国教科文组织接纳为世界生物圈保护区。
2000年到2011年，呼伦湖地区的降雨量比1960年代至20世纪末的平均降雨量约减少26.5%。蒸发量增加7.1%。入湖河川径流量因气候及人类取用水活动而减少近74.6%。这导致呼伦湖出现有数据监测以来最快萎缩。 2000年以前，呼伦湖面积主要在2100平方公里左右波动。2000年起，湖泊面积大幅萎缩。截至2011年，面积已经缩小到约1750平方公里左右，减少约17%。水位下降使湖泊蓄水量由原先的120亿立方米减至约45亿立方米，水量减少了60%以上。
此后，随着区域降雨量增加，枯水周期结束，呼伦湖水位及面积有所恢复。截至2014年，面积恢复到约1980平方公里，库容水量增加到80多亿立方米。内蒙古自治区和呼伦贝尔市两级党委、政府也从管理规范、综合治理、体制建设等方面入手，成立了呼伦湖国家级自然保护区管理局，加大生态保护力度。

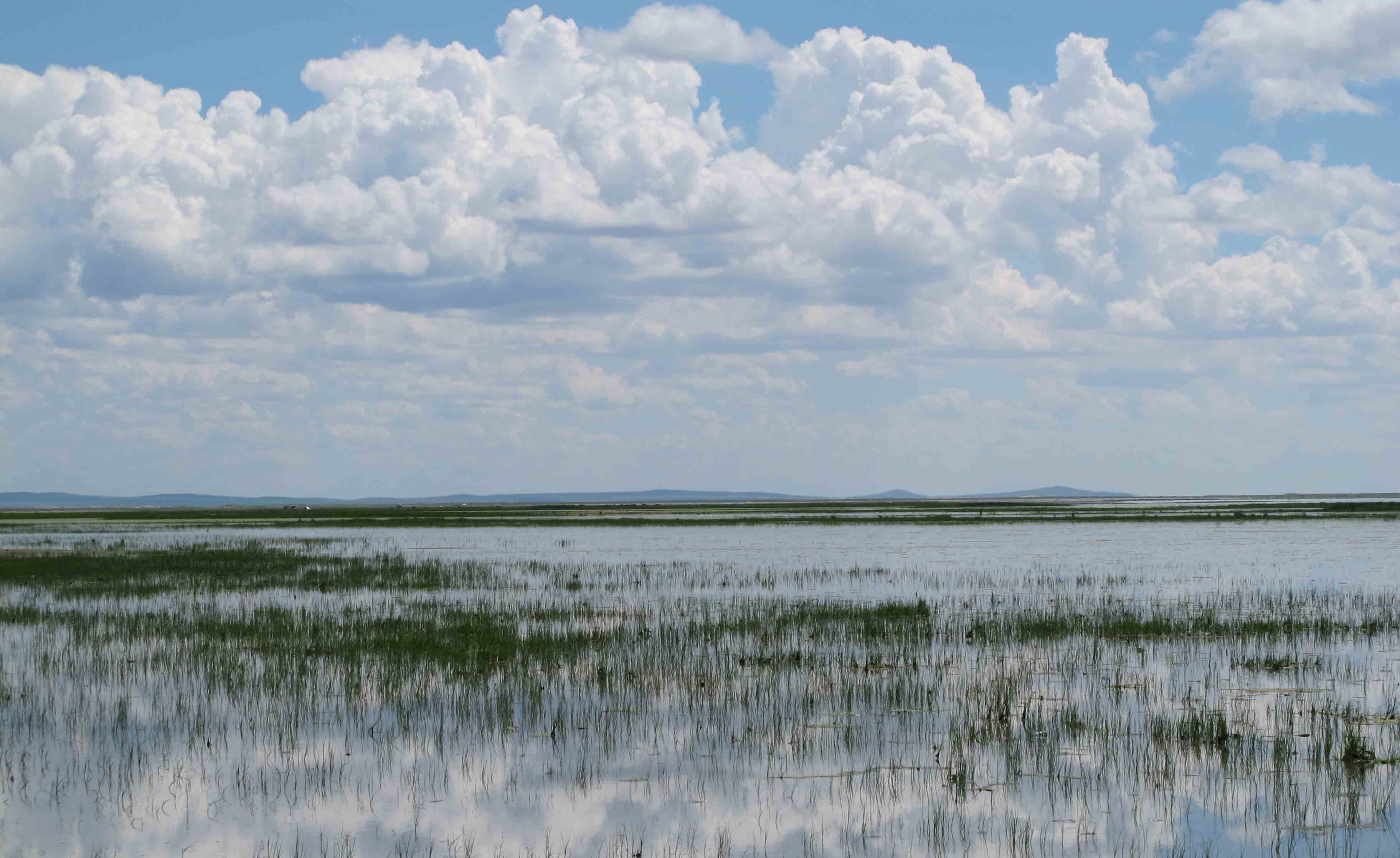